# Línea 658A (Interurbanos Madrid)
La línea 658A de la red de autobuses interurbanos de Madrid une el intercambiador de Moncloa con el Parque Empresarial La Finca y el Centro Comercial LaFinca, en Pozuelo de Alarcón.

## Características
Fue puesta en servicio el 13 de diciembre de 2021, y tiene una duración de 40 minutos aproximadamente entre cabeceras.
Desde el 20 de noviembre de 2023, la línea deja de atender la Ciudad de la Imagen y modifica su itinerario para dar servicio al Centro Comercial Zielo y la Avenida de Europa (Pozuelo de Alarcón).
Tan sólo circula entre el 1 de septiembre y el 31 de julio. Entre el 1 y el 31 de agosto no presta servicio.
Siguiendo la numeración de líneas del CRTM, las líneas que circulan por el corredor 6 son aquellas que dan servicio a los municipios situados en torno a la A-6 y comienzan con un 6. Aquellas numeradas dentro de la decena 650 corresponden a aquellas que circulan por Pozuelo de Alarcón y Majadahonda.
Está operada por Avanza Movilidad Integral mediante la concesión administrativa VCM-601 - Madrid – Pozuelo de Alarcón –  Majadahonda – Alcorcón (Viajeros Comunidad de Madrid) del Consorcio Regional de Transportes de Madrid.

## Horarios

### Lectivos
| Lunes a viernes laborables                |                  |                  |                  |                  |                  |                  |                  |                  |                  |                  |                  |                  |                  |                  |                  |                  |                  |                  |                  |                  |                  |                  |                  |                  |                  |                  |                  |                  |                  |                  |                  |                  |                  |                  |                  |
| Madrid > Pozuelo                          | Madrid > Pozuelo | Madrid > Pozuelo | Madrid > Pozuelo | Madrid > Pozuelo | Madrid > Pozuelo | Madrid > Pozuelo | Madrid > Pozuelo | Madrid > Pozuelo | Madrid > Pozuelo | Madrid > Pozuelo | Madrid > Pozuelo | Madrid > Pozuelo | Madrid > Pozuelo | Madrid > Pozuelo | Madrid > Pozuelo | Madrid > Pozuelo | Madrid > Pozuelo | Pozuelo > Madrid | Pozuelo > Madrid | Pozuelo > Madrid | Pozuelo > Madrid | Pozuelo > Madrid | Pozuelo > Madrid | Pozuelo > Madrid | Pozuelo > Madrid | Pozuelo > Madrid | Pozuelo > Madrid | Pozuelo > Madrid | Pozuelo > Madrid | Pozuelo > Madrid | Pozuelo > Madrid | Pozuelo > Madrid | Pozuelo > Madrid | Pozuelo > Madrid | Pozuelo > Madrid |
| 07                                        | 08               | 09               | 10               | 11               | 12               | 13               | 14               | 15               | 16               | 17               | 18               | 19               | 20               | 21               | 22               | 23               | 00               | 06               | 07               | 08               | 09               | 10               | 11               | 12               | 13               | 14               | 15               | 16               | 17               | 18               | 19               | 20               | 21               | 22               | 23               |
| 08 48                                     | 28               | 08 48            | 28               | 08 48            | 28               | 08 48            | 28               | 08 48 53         | 03 28            | 08 48            | 03 28            | 08 48            | 28               | 08 48            | 28               |                  | 05x              | 28               | 08 48            | 28               | 08 48            | 28               | 08 48            | 28               | 08 48            | 28               | 08 48            | 28               | 08 48            | 28               | 08 48            | 28               | 08 48            |                  | 08x              |
| x Sale/llega a la calle Princesa (Madrid) |                  |                  |                  |                  |                  |                  |                  |                  |                  |                  |                  |                  |                  |                  |                  |                  |                  |                  |                  |                  |                  |                  |                  |                  |                  |                  |                  |                  |                  |                  |                  |                  |                  |                  |                  |
| Sábados laborables, domingos y festivos   |                  |                  |                  |                  |                  |                  |                  |                  |                  |                  |                  |                  |                  |                  |                  |                  |                  |                  |                  |                  |                  |                  |                  |                  |                  |                  |                  |                  |                  |                  |                  |                  |                  |                  |                  |
| Madrid > Pozuelo                          | Madrid > Pozuelo | Madrid > Pozuelo | Madrid > Pozuelo | Madrid > Pozuelo | Madrid > Pozuelo | Madrid > Pozuelo | Madrid > Pozuelo | Madrid > Pozuelo | Madrid > Pozuelo | Madrid > Pozuelo | Madrid > Pozuelo | Madrid > Pozuelo | Madrid > Pozuelo | Madrid > Pozuelo | Madrid > Pozuelo | Madrid > Pozuelo | Madrid > Pozuelo | Pozuelo > Madrid | Pozuelo > Madrid | Pozuelo > Madrid | Pozuelo > Madrid | Pozuelo > Madrid | Pozuelo > Madrid | Pozuelo > Madrid | Pozuelo > Madrid | Pozuelo > Madrid | Pozuelo > Madrid | Pozuelo > Madrid | Pozuelo > Madrid | Pozuelo > Madrid | Pozuelo > Madrid | Pozuelo > Madrid | Pozuelo > Madrid | Pozuelo > Madrid | Pozuelo > Madrid |
| 07                                        | 08               | 09               | 10               | 11               | 12               | 13               | 14               | 15               | 16               | 17               | 18               | 19               | 20               | 21               | 22               | 23               | 00               | 06               | 07               | 08               | 09               | 10               | 11               | 12               | 13               | 14               | 15               | 16               | 17               | 18               | 19               | 20               | 21               | 22               | 23               |
| 48                                        | 28               | 08 48            | 28               | 08 48            |                  | 08               | 28               | 08               | 28               |                  | 28               | 48               |                  | 08               | 28               | 48               |                  |                  | 08 48            | 28               | 08 48            | 28               | 08               | 28               | 48               | 28               | 48               |                  | 48               |                  | 08               | 28               | 48               |                  | 08               |

### No lectivos
| Lunes a viernes laborables                |                  |                  |                  |                  |                  |                  |                  |                  |                  |                  |                  |                  |                  |                  |                  |                  |                  |                  |                  |                  |                  |                  |                  |                  |                  |                  |                  |                  |                  |                  |                  |                  |                  |                  |                  |
| Madrid > Pozuelo                          | Madrid > Pozuelo | Madrid > Pozuelo | Madrid > Pozuelo | Madrid > Pozuelo | Madrid > Pozuelo | Madrid > Pozuelo | Madrid > Pozuelo | Madrid > Pozuelo | Madrid > Pozuelo | Madrid > Pozuelo | Madrid > Pozuelo | Madrid > Pozuelo | Madrid > Pozuelo | Madrid > Pozuelo | Madrid > Pozuelo | Madrid > Pozuelo | Madrid > Pozuelo | Pozuelo > Madrid | Pozuelo > Madrid | Pozuelo > Madrid | Pozuelo > Madrid | Pozuelo > Madrid | Pozuelo > Madrid | Pozuelo > Madrid | Pozuelo > Madrid | Pozuelo > Madrid | Pozuelo > Madrid | Pozuelo > Madrid | Pozuelo > Madrid | Pozuelo > Madrid | Pozuelo > Madrid | Pozuelo > Madrid | Pozuelo > Madrid | Pozuelo > Madrid | Pozuelo > Madrid |
| 07                                        | 08               | 09               | 10               | 11               | 12               | 13               | 14               | 15               | 16               | 17               | 18               | 19               | 20               | 21               | 22               | 23               | 00               | 06               | 07               | 08               | 09               | 10               | 11               | 12               | 13               | 14               | 15               | 16               | 17               | 18               | 19               | 20               | 21               | 22               | 23               |
| 08 48                                     | 28               | 08 48            | 28               | 48               |                  | 08               | 28               | 08 48            | 28               | 08               | 28               | 48               |                  | 08               | 28               |                  | 05x              | 28               | 08 48            | 28               | 08 48            |                  | 08               | 28               | 48               | 28               | 08 48            | 28               | 48               |                  | 08               | 28               | 48               |                  | 08x              |
| x Sale/llega a la calle Princesa (Madrid) |                  |                  |                  |                  |                  |                  |                  |                  |                  |                  |                  |                  |                  |                  |                  |                  |                  |                  |                  |                  |                  |                  |                  |                  |                  |                  |                  |                  |                  |                  |                  |                  |                  |                  |                  |
| Sábados laborables, domingos y festivos   |                  |                  |                  |                  |                  |                  |                  |                  |                  |                  |                  |                  |                  |                  |                  |                  |                  |                  |                  |                  |                  |                  |                  |                  |                  |                  |                  |                  |                  |                  |                  |                  |                  |                  |                  |
| Madrid > Pozuelo                          | Madrid > Pozuelo | Madrid > Pozuelo | Madrid > Pozuelo | Madrid > Pozuelo | Madrid > Pozuelo | Madrid > Pozuelo | Madrid > Pozuelo | Madrid > Pozuelo | Madrid > Pozuelo | Madrid > Pozuelo | Madrid > Pozuelo | Madrid > Pozuelo | Madrid > Pozuelo | Madrid > Pozuelo | Madrid > Pozuelo | Madrid > Pozuelo | Madrid > Pozuelo | Pozuelo > Madrid | Pozuelo > Madrid | Pozuelo > Madrid | Pozuelo > Madrid | Pozuelo > Madrid | Pozuelo > Madrid | Pozuelo > Madrid | Pozuelo > Madrid | Pozuelo > Madrid | Pozuelo > Madrid | Pozuelo > Madrid | Pozuelo > Madrid | Pozuelo > Madrid | Pozuelo > Madrid | Pozuelo > Madrid | Pozuelo > Madrid | Pozuelo > Madrid | Pozuelo > Madrid |
| 07                                        | 08               | 09               | 10               | 11               | 12               | 13               | 14               | 15               | 16               | 17               | 18               | 19               | 20               | 21               | 22               | 23               | 00               | 06               | 07               | 08               | 09               | 10               | 11               | 12               | 13               | 14               | 15               | 16               | 17               | 18               | 19               | 20               | 21               | 22               | 23               |
| 48                                        | 28               | 08 48            | 28               | 08 48            |                  | 08               | 28               | 08               | 28               |                  | 28               | 48               |                  | 08               | 28               | 48               |                  |                  | 08 48            | 28               | 08 48            | 28               | 08               | 28               | 48               | 28               | 48               |                  | 48               |                  | 08               | 28               | 48               |                  | 08               |

## Recorrido y paradas

### Sentido Pozuelo
| Código                                 | Parada                                 | Común con                                   | Conexiones con Metro | Municipio          | Zona |
| -------------------------------------- | -------------------------------------- | ------------------------------------------- | -------------------- | ------------------ | ---- |
| Terminal de las expediciones diurnas   |                                        |                                             |                      |                    |      |
| 17480                                  | Intercambiador de Moncloa (dársena 35) | 656A 657A                                   | Moncloa              | Madrid             |      |
| Terminal de las expediciones nocturnas |                                        |                                             |                      |                    |      |
| 6003                                   | Moncloa (Ministerio del Aire)          | 651 652 654 655 656 656A 657 N901 N902 N906 | Moncloa              | Madrid             |      |
| Paradas del itinerario común           |                                        |                                             |                      |                    |      |
| 20796                                  | Canadá - Av. Europa                    | 657A                                        |                      | Pozuelo de Alarcón |      |
| 16791                                  | Av. Europa - Inglaterra                | 657A 2                                      |                      | Pozuelo de Alarcón |      |
| 16790                                  | Av. Europa - Alemania                  | 657A 2                                      |                      | Pozuelo de Alarcón |      |
| 07672                                  | Av. Europa - Est. Avenida Europa       | 657 657A 2                                  | Avenida de Europa    | Pozuelo de Alarcón |      |
| 09493                                  | Av. Europa - Dinamarca                 | 657 657A 2                                  |                      | Pozuelo de Alarcón |      |
| 09380                                  | Ctra. Húmera - Atenas                  | 563                                         |                      | Pozuelo de Alarcón |      |
| 08683                                  | Av. Húmera - Est. Campus De Somosaguas | 563                                         | Campus de Somosaguas | Pozuelo de Alarcón |      |
| 06447                                  | Húmera - Pueblo                        | A H 561A 563                                |                      | Pozuelo de Alarcón |      |
| 17965                                  | Av. Húmera - Ctra. M508                | 563                                         |                      | Pozuelo de Alarcón |      |
| 20908                                  | Pinos - Roque Nublo                    |                                             |                      | Pozuelo de Alarcón |      |
| 20924                                  | Ancla - Pinar De Somosaguas            |                                             |                      | Pozuelo de Alarcón |      |
| 20922                                  | Barlovento - C. C. Zoco                |                                             |                      | Pozuelo de Alarcón |      |
| 20920                                  | P.º Finca - Est. Somosaguas Centro     |                                             | Somosaguas Centro    | Pozuelo de Alarcón |      |
| 10578                                  | P.º Finca - Prado Del Rey              | 562 564 658                                 |                      | Pozuelo de Alarcón |      |
| 10580                                  | P.º Finca - Solano                     | 562 564 658                                 |                      | Pozuelo de Alarcón |      |
| 12439                                  | P.º Hontanar - P.º Finca               | 562 564 658                                 |                      | Pozuelo de Alarcón |      |
| 12440                                  | Mistral - P.º Hontanar                 | 562 564 658                                 |                      | Pozuelo de Alarcón |      |
| 10582                                  | Abrego - Mistral                       | 562 564 658                                 |                      | Pozuelo de Alarcón |      |
| 20919                                  | Av. Luis García Cereceda - Alisios     |                                             |                      | Pozuelo de Alarcón |      |
| 20915                                  | Av. Luis García Cereceda - Siroco      |                                             |                      | Pozuelo de Alarcón |      |

### Sentido Madrid
| Código                                 | Parada                                 | Común con                                   | Conexiones con Metro | Municipio          | Zona |
| -------------------------------------- | -------------------------------------- | ------------------------------------------- | -------------------- | ------------------ | ---- |
| 20913                                  | Av. Luis García Cereceda - Siroco      |                                             |                      | Pozuelo de Alarcón |      |
| 20918                                  | Av. Luis García Cereceda - Alisios     |                                             |                      | Pozuelo de Alarcón |      |
| 10583                                  | Abrego - Mistral                       | 562 564 658                                 |                      | Pozuelo de Alarcón |      |
| 12441                                  | Mistral - P.º Hontanar                 | 562 564 658                                 |                      | Pozuelo de Alarcón |      |
| 12438                                  | P.º Hontanar - P.º Finca               | 562 564 658                                 |                      | Pozuelo de Alarcón |      |
| 10581                                  | P.º Finca - Solano                     | 562 564 658                                 |                      | Pozuelo de Alarcón |      |
| 10579                                  | P.º Finca - Prado Del Rey              | 562 564 658                                 |                      | Pozuelo de Alarcón |      |
| 10577                                  | P.º Finca - Est. Somosaguas Centro     | 562 564 658                                 | Somosaguas Centro    | Pozuelo de Alarcón |      |
| 20921                                  | Barlovento - C. C. Zoco                |                                             |                      | Pozuelo de Alarcón |      |
| 20923                                  | Ancla - Pinar De Somosaguas            |                                             |                      | Pozuelo de Alarcón |      |
| 08697                                  | Ctra. M508 - Caballo                   | 561A 563                                    |                      | Pozuelo de Alarcón |      |
| 09498                                  | Doctor Raso - Residencia De Ancianos   | 561A 563                                    |                      | Pozuelo de Alarcón |      |
| 17964                                  | Doctor Raso - Cerezo De Húmera         | 561A 563                                    |                      | Pozuelo de Alarcón |      |
| 06446                                  | Húmera - Pueblo                        | A H 561A 563                                |                      | Pozuelo de Alarcón |      |
| 08682                                  | Av. Húmera - Est. Campus De Somosaguas | 563                                         | Campus de Somosaguas | Pozuelo de Alarcón |      |
| 09375                                  | Ctra. Húmera - Atenas                  | 563 566                                     |                      | Pozuelo de Alarcón |      |
| 09494                                  | Av. Europa - Finlandia                 | 657 657A 3                                  |                      | Pozuelo de Alarcón |      |
| 09480                                  | Av. Europa - Est. Avenida Europa       | 657 657A 3                                  | Avenida de Europa    | Pozuelo de Alarcón |      |
| 16789                                  | Av. Europa - Alemania                  | 657A 3                                      |                      | Pozuelo de Alarcón |      |
| 16792                                  | Av. Europa - Inglaterra                | 657A 3                                      |                      | Pozuelo de Alarcón |      |
| 20797                                  | Canadá - Av. Europa                    | 657A                                        |                      | Pozuelo de Alarcón |      |
| Terminal de las expediciones diurnas   |                                        |                                             |                      |                    |      |
| 17480                                  | Intercambiador de Moncloa (dársena 35) | 656A 657A                                   | Moncloa              | Madrid             |      |
| Terminal de las expediciones nocturnas |                                        |                                             |                      |                    |      |
| 6003                                   | Moncloa (Ministerio del Aire)          | 651 652 654 655 656 656A 657 N901 N902 N906 | Moncloa              | Madrid             |      |

## Galería de imágenes

Mapa de la distribución de dársenas del intercambiador de Moncloa con la distribución de cabeceras de las líneas de autobuses, entre las que aparece la línea 658A.